# Grotewerf
Grotewerf is een buurtschap in de gemeente Waterland, in de Nederlandse provincie Noord-Holland. Het is een van de buurtschappen die het leef- en- woongemeenschap van het voormalig eiland Marken vormen. Grotewerf is gelegen ten oosten van Wittewerf. In het zuidelijke verlengde van Grotewerf ligt Rozewerf en ten oosten ligt Moeniswerf. Andere spellingen voor de buurtschap zijn Grootewerf en Grote Werf.
Grotewerf is van oorsprong een terp, die een werf wordt genoemd. Deze terp was een van de grotere terpen van het eiland. Toch is de bewoning erg krap op elkaar geplaatst. Net als de andere omliggende werven stammen de meeste huizen uit de 18e en 19e eeuw. In de loop van de tijd zijn deze wel flink verbouwd. Grotewerf kent net als Rozewerf nog het meest oorspronkelijke uiterlijk van deze oude bewoning. Daardoor heeft Grotewerf veel karakteristieke en monumentale panden. Het Zereiderpad verbindt Grotewerf met Kerkbuurt, Rozewerf en ook met Moeniswerf, naar die laatste buurtschap loopt het over in de Moeniswerverpad. Het Zereiderpad verbond meer dan waarschijnlijk ooit de Monnikenwerf (thans onderdeel van Kerkbuurt) met het later door de Zuiderzee verzwolgen Kloosterwerf. Deze twee werven waren de oorspronkelijke terpen die de in 13e eeuw gevestigde monniken op het eiland opwierpen.

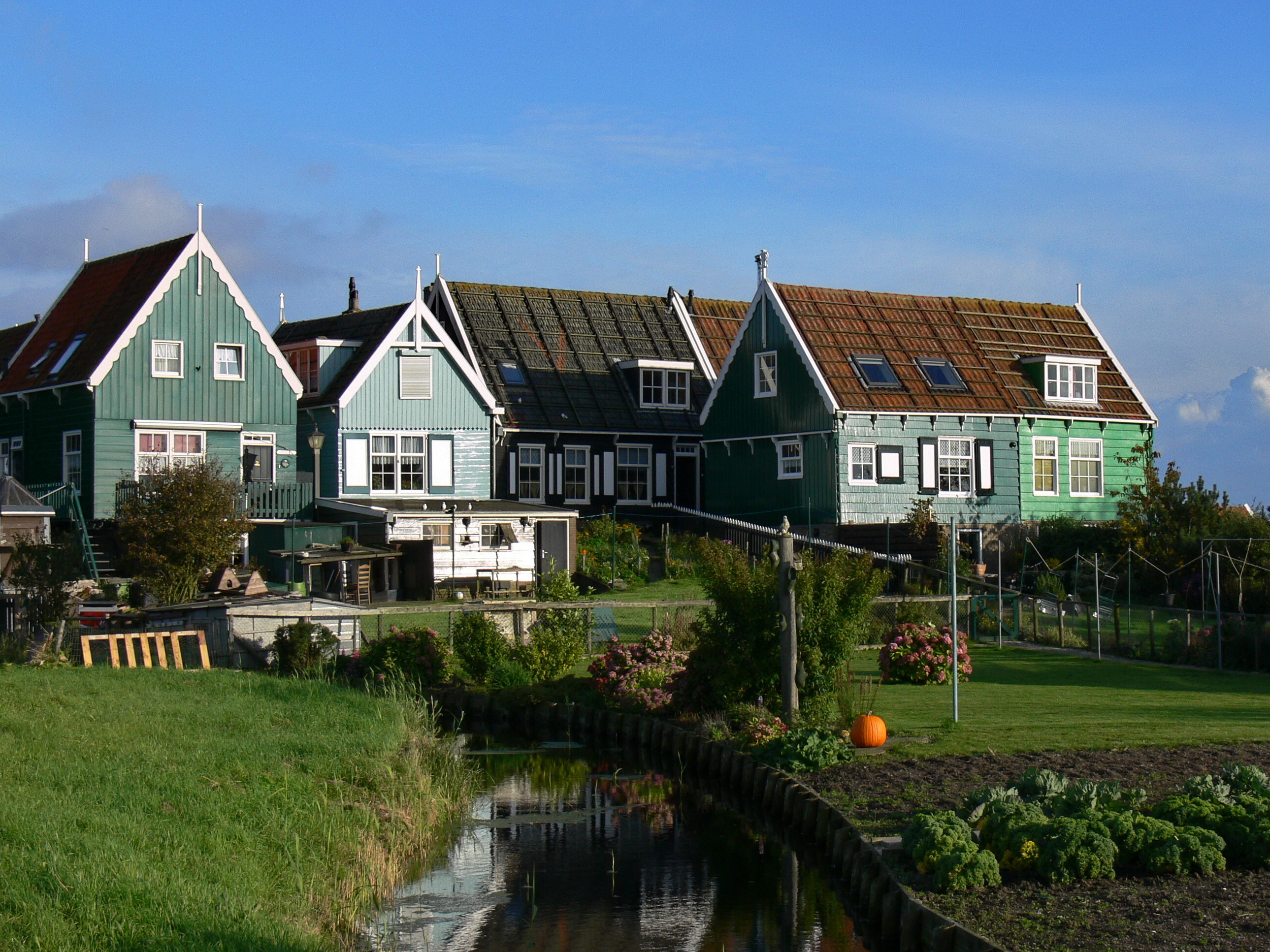
Grotewerf

Stad: Monnickendam

Dorpen en gehuchten: Broek in Waterland · Ilpendam · Katwoude · Marken · Purmer (De Purmer) (deels) · Uitdam · Watergang · Zuiderwoude

Buurtschappen: Achterdichting · De Kets · Grotewerf · Havenbuurt · Het Schouw (deels) · Kerkbuurt · Minnebuurt · Moeniswerf · Overleek · Rozewerf · Wittewerf · Zedde

Noord-Holland: Steden en dorpen in Noord-Holland      Nederland: Provincies · Gemeenten